# 恒貞親王
恒貞親王（つねさだ しんのう）は、淳和天皇の第二皇子。仁明天皇の皇太子に立てられたが、承和9年（842年）の承和の変により、皇太子を廃された。後に出家して恒寂入道親王（ごうじゃく にゅうどうしんのう）となり、大覚寺の初祖となった。異称に亭子親王。

## 来歴

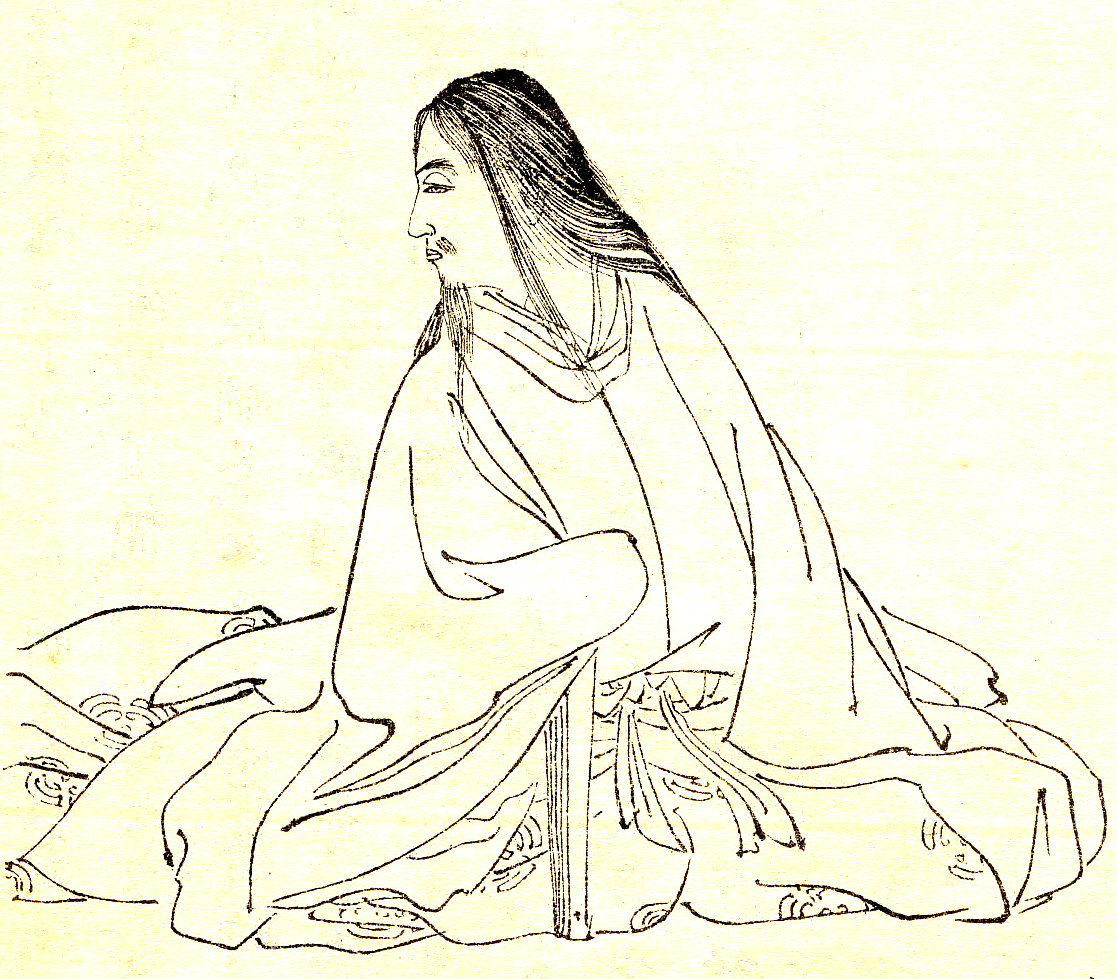
恒貞親王（『前賢故実』より）

淳和天皇と皇后正子内親王との間の長男。天長3年（826年）に異母兄・恒世親王が没した後、淳和天皇の後継者と目された。
天長10年（833年）母方の叔父、父方では従兄にあたる仁明天皇の即位に際し、嵯峨上皇の叡慮により立太子。承和5年（838年）紫宸殿において元服するが、天皇に拝謁する際に礼儀を備えており、紫宸殿を降りて拝舞する様子も雅やかで麗しかったという。その後、淳和上皇や恒貞親王は権力闘争に巻き込まれる事を憂慮して度々皇太子の辞退を申し入れたものの、嵯峨上皇や仁明天皇に慰留されてしまう。しかし承和9年（842年）嵯峨上皇の崩御後まもなく発生した承和の変により、皇太子を廃された。
嘉祥2年（849年）に三品に叙せられるが、まもなく出家して恒寂と号した。真如入道親王から灌頂を受け、嵯峨大覚寺の初祖となった。仏道に深く帰依して常に精進持戒したという。元慶8年（884年）陽成天皇が実質的に廃位されると皇位継承問題が生じ、その際に即位を要請されたがこれを拒絶している。なお、この背景として、平安時代初期以降、皇族の身分変動に対する考え方が緩やかとなり、廃太子になった者も通常の親王身分に戻される以上の処分が行われなくなった（皇位継承の可能性から完全に排除されるわけではない）ことが影響していると考えられている。
元慶8年（884年）9月20日薨去。享年60。己の最期を悟ると、衣服を浄め仏前に香華を備え、西方に向かって結跏趺坐の姿勢を取って入寂したと伝えられている。

## 人物
性格はゆったりとして優雅であり、姿形が美しかったという。

## 系譜
- 父：淳和天皇
- 母：正子内親王 - 嵯峨天皇の皇女、皇后
- 妃：藤原愛発の娘
- 妃：藤原是雄の娘
  - 子2人（ともに出家）